# Autoroute A 53
Die Autoroute A 53 ist eine ehemalige französische Autobahn, deren erster Teil zwischen Roquebrune-Cap-Martin bis zur Grenze von Italien im Jahr 1968 zur Autobahn A 8 umgewidmet wurde.
Der zweite Teil dieser Autobahn befand sich zwischen Roquevaire und Saint-Maximin-la-Sainte-Baume, der im Jahr 1990 zur Autobahn A 520 umgewidmet bzw. zur D 560 abgestuft wurde. Dieser Abschnitt wurde im Jahr 1980 eröffnet.